# Campeonato Brasileiro de Futebol Americano de 2014
O Campeonato Brasileiro de Futebol Americano de 2014 foi um dos campeonatos nacionais de futebol americano do Brasil. O outro torneio foi o Torneio Touchdown. O campeonato foi organizado pela Confederação Brasileira de Futebol Americano (CBFA)  e pela Liga Nordestina de Futebol Americano (LINEFA).
A competição contou com 35 equipes no total, e foi dividido entre Superliga Nacional (divisão principal) e Liga Nacional (divisão de acesso).

## Superliga Nacional
A Superliga Nacional, que é a divisão principal, foi dividida em Superliga Nordeste e Superliga Centro-Sul, onde os campeões de cada Superliga se enfrentaram no Brasil Bowl V.

### Equipes participantes
* Participaram apenas da Fase Preliminar da Superliga Nordeste.
| Superliga Centro-Sul                                                                           | Superliga Nordeste | Superliga Nordeste |
| ---------------------------------------------------------------------------------------------- | --- | --- |
| - São José Istepôs - Coritiba Crocodiles - Goiânia Rednecks - Cuiabá Arsenal - São Paulo Storm | Grupo Sul - João Pessoa Espectros - Recife Mariners - Recife Pirates - Sergipe Bravos - Vitória All Saints* - Maceió Marechais* - Salvador Kings* | Grupo Norte - América Bulls - Ceará Caçadores - Ceará Fênix - UFERSA Petroleiros - Natal Scorpions* - Tropa Campina* - Roma Gladiadores* |

### Premiações
| Brasil Bowl V                           |
| Paraná                                  |
| --------------------------------------- |
| Coritiba Crocodiles Campeão (2º título) |

| Superliga Nordeste de 2014 (Nordeste Bowl V) |
| Paraíba                                      |
| -------------------------------------------- |
| João Pessoa Espectros Campeão (5º título)    |

| Superliga Centro-Sul de 2014            |
| Paraná                                  |
| --------------------------------------- |
| Coritiba Crocodiles Campeão (2º título) |

## Liga Nacional
A Liga Nacional, que é a divisão de acesso, foi composta de 16 equipes divididas em três grupos regionais: Divisão Sudeste, Divisão Centro-Oeste e Divisão Sul. O melhor classificado de cada divisão jogam partidas de Playoffs que define o campeão da Liga Nacional. Os dois finalistas têm vaga garantida na Superliga Nacional de 2015.

### Equipes participantes
| Liga Nacional                                                                               | Liga Nacional | Liga Nacional |
| ------------------------------------------------------------------------------------------- | --- | --- |
| Divisão Sudeste                                                                             | Divisão Centro-Oeste                                                                                                 | Divisão Sul |
| - Rio Branco Cabritos - Desportiva Piratas - Vipers Army - Brown Spiders - Manaus Cavaliers | - Sinop Coyotes - Jacarés do Pantanal - Campo Grande Cobras - Brasília Alligators - Leões de Judá - Vila Nova Tigers | - UFPR Legends - Foz do Iguaçu Black Sharks - Itapema White Sharks - Santa Maria Soldiers - Porto Alegre Pumpkins |

### Premiação
| Liga Nacional 2014                             |
| Paraná                                         |
| ---------------------------------------------- |
| Foz do Iguaçu Black Sharks Campeão (1º título) |

## Ligação externa
- Classificação da Superliga Nacional no Salão Oval
- Classificação da Liga Nacional no Salão Oval